# L'Appartement n° 13
Pour l’article homonyme, voir The Woman in Room 13 (film, 1932).
Pour plus de détails, voir Fiche technique et Distribution.
L'Appartement n° 13 (titre original : The Woman in Room 13) est un film muet américain réalisé par Frank Lloyd et sorti en 1920.

## Fiche technique
- Titre : L'Appartement n° 13
- Titre original : The Woman in Room 13
- Réalisation : Frank Lloyd
- Scénario : Richard Schayer, d'après une pièce de Max Marcin, Percival Wilde et Samuel Shipman
- Production : Goldwyn Pictures Corporation
- Distribution : Goldwyn Distributing Company
- Genre : Film dramatique
- Dates de sortie :
  - États-Unis : avril 1920
  - France : 17 février 1922

## Distribution
- Pauline Frederick : Laura Bruce
- Richard Tucker : Joe
- Charles Clary : John Bruce
- John Bowers : Paul Ramsey
- Robert McKim : Dick Turner
- Sidney Ainsworth : Andy Lewis
- Charles Arling : Carrigan
- Marguerite Snow : Edna Crane
- Emily Chichester : Harriet Marsh
- Kate Lester : Lottie Hanson
- Golda Madden : la fille